# Wężowidło białawe
Wężowidło białawe (Ophiura albida), także wężowidło białe – gatunek wężowidła z rodziny Ophiuridae. Ma czerwono-brązowe ciało z ramionami pokrytymi białymi płytkami. Tarcza centralna, charakterystycznie urzeźbiona, na stronie dorsalnej u nasady ramion ma wnęki usiane drobnymi, paluszkowatymi wyrostkami. Średnica tarczy centralnej dochodzi do 1,5 cm, a długość ramion do 6 cm. Odżywia się, odcedzając cząstki pokarmowe z wody lub polując na drobne skorupiaki morskie. Preferowany pokarm może się zmieniać wraz z lokalizacją, w której prowadzono badania dotyczące odżywiania tego gatunku. Poluje na nią m.in. rozgwiazdy Luidia sarsii i Luidia ciliaris. 
Ophiura albida zamieszkuje dno morskie od strefy brzegowej do głębokości 900 m. Występuje pospolicie w morzach europejskich (m.in. w Morzu Północnym) i jest jedynym wężowidłem Bałtyku. Występuje w tym morzu wyłącznie na zachodnich krańcach Głębi Arkońskiej.